# Статуя на единството
Статуята на единството, (на хинди: स्टैच्यू ऑफ यूनिटी) (на английски: Statue of Unity) или Железният човек е колосална статуя на индийския държавник и деец за независимост Валабхай Пател (1875 – 1951).
Той е първият вицепремиер и министър на вътрешните работи на независима Индия и привърженик на Махатма Ганди по време на ненасилственото индийско движение за независимост. Пател е много уважаван за лидерствоно му в обединяването на 562 княжества в Индия с голяма част от бившия британски Радж, за да образуват единния Индийски съюз.
Това е най-високата статуя в света с височина 182 метра.

## Местоположение
Статуята се намира в щата Гуджарат, Индия, на брега на река Нармада в колонията Кевадия, с лице към язовир Сардар Саровар на 100 км югоизточно от град Вадодара и на 150 км от Сурат. ЖП гара Кевадия се намира на 5 км от Статуята на единството.

## История
Проектът е обявен за първи път през 2010 г., а изграждането на статуята започва през октомври 2013 г. от Larsen & Toubro, с обща стойност на строителството от 27 млрд. индийски рупии (422 млн. щатски долара). Проектиран е от индийския скулптор Рам В. Сутар и е открит от индийския премиер Нарендра Моди на 31 октомври 2018 г. по повод 143-та годишнина от рождението на Сардар Пател.